# Tabuina
Tabuina is een geslacht van spinnen uit de familie springspinnen (Salticidae).

## Soorten
De volgende soorten zijn bij het geslacht ingedeeld:
- Tabuina baiteta Maddison, 2009
- Tabuina rufa Maddison, 2009
- Tabuina varirata Maddison, 2009